# Farhad (Neyshabur)

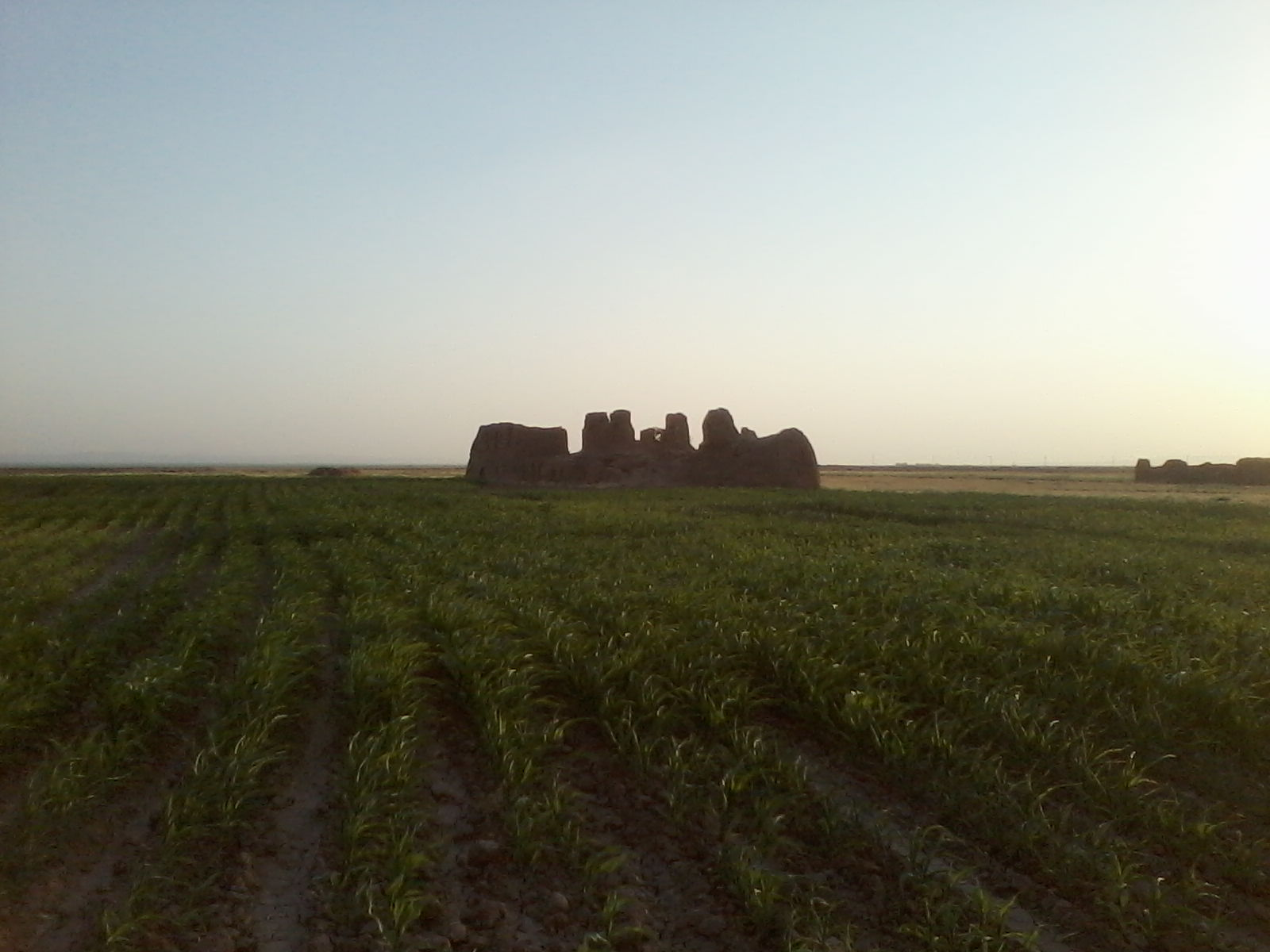
Farhad by

Farhad (persiska: فرهاد)  är en by i Rivand, i det centrala distriktet i Neyshabur, Razavikhorasan, Iran.
1954 hade byn 132 invånare och vid folkräkningen 2006 var den obebodd.